# Montalegre (Pontils)
Montalegre és un llogaret despoblat del municipi de Pontils, Conca de Barberà. El 1970 hi havia encara 16 habitants. Es troba aproximadament a 600 m d'altitud, al peu de la Serra de Brufaganya i a prop del riu de Sant Magí, afluent del Gaià, a tocar de la carretera TV-2011 (Pontils - B-220).